# Campeonato Mundial de Esgrima de 2018
El LXXX Campeonato Mundial de Esgrima se celebró en Wuxi (China) entre el 19 y el 27 de julio de 2018 bajo la organización de la Federación Internacional de Esgrima (FIE) y la Federación China de Esgrima.
Las competiciones se realizaron en el Gimnasio Centro Deportivo de Wuxi.

## Calendario
| ● | Clasificación |  | Finales |

| Julio de 2018       | Julio de 2018       | Jue 19 | Vie 20 | Sáb 21 | Dom 22 | Lun 23 | Mar 24 | Mié 25 | Jue 26 | Vie 27 | Total |
| ------------------- | ------------------- | ------ | ------ | ------ | ------ | ------ | ------ | ------ | ------ | ------ | ----- |
| Florete individual  | Florete individual  |        | F      | M      |        | F      | M      |        |        |        | 2     |
| Espada individual   | Espada individual   | F      | M      |        | F      | M      |        |        |        |        | 2     |
| Sable individual    | Sable individual    | M      |        | F      | M      |        | F      |        |        |        | 2     |
| Florete por equipos | Florete por equipos |        |        |        |        |        |        |        | F      | M      | 2     |
| Espada por equipos  | Espada por equipos  |        |        |        |        |        |        | F      | M      |        | 2     |
| Sable por equipos   | Sable por equipos   |        |        |        |        |        |        | M      |        | F      | 2     |
| Finales por día     | Finales por día     | 0      | 0      | 0      | 2      | 2      | 2      | 2      | 2      | 2      | 12    |

## Medallistas

### Masculino
| Evento                      | Oro                                                                            | Plata                                                                                    | Bronce                                                                               |
| --------------------------- | ------------------------------------------------------------------------------ | ---------------------------------------------------------------------------------------- | ------------------------------------------------------------------------------------ |
| Florete individual (24.07)  | Alessio Foconi · Italia                                                        | Richard Kruse Reino Unido                                                                | Heo Jun · Corea del Sur · Carlos Llavador Fernández · España                         |
| Florete por equipos (27.07) | Andrea Cassarà · Alessio Foconi · Daniele Garozzo · Giorgio Avola (R) · Italia | Miles Chamley-Watson Race Imboden Alexander Massialas Gerek Meinhardt (R) Estados Unidos | Timur Arslanov · Alexei Cheremisinov · Timur Safin · Dmitri Zherebchenko (R) · Rusia |
| Espada individual (23.07)   | Yannick Borel Francia                                                          | Rubén Limardo Gascón · Venezuela                                                         | Bohdan Nikishyn · Ucrania · Roman Svichkar · Ucrania                                 |
| Espada por equipos (26.07)  | Max Heinzer · Lucas Malcotti · Michele Niggeler · Benjamin Steffen (R) · Suiza | Jung Jin-Sun Park Kyoung-Doo Park Sang-Young Kweon Young-Jun (R) Corea del Sur           | Serguei Bida · Serguei Jodos · Pavel Sujov · Nikita Glazkov (R) · Rusia              |
| Sable individual (22.07)    | Kim Jung-Hwan Corea del Sur                                                    | Eli Dershwitz Estados Unidos                                                             | Kamil Ibraguimov · Rusia · Kim Jun-Ho · Corea del Sur                                |
| Sable por equipos (25.07)   | Gu Bon-Gil Kim Jun-Ho Oh Sang-Uk Kim Jung-Hwan (R) Corea del Sur               | Enrico Berrè · Luca Curatoli · Luigi Samele · Aldo Montano (R) · Italia                  | Csanád Gémesi · András Szatmári · Áron Szilágyi · Tamás Decsi (R) · Hungría          |

### Femenino
| Evento                      | Oro                                                                             | Plata                                                                                | Bronce                                                              |
| --------------------------- | ------------------------------------------------------------------------------- | ------------------------------------------------------------------------------------ | ------------------------------------------------------------------- |
| Florete individual (23.07)  | Alice Volpi · Italia                                                            | Ysaora Thibus Francia                                                                | Arianna Errigo · Italia · Inès Boubakri · Túnez                     |
| Florete por equipos (26.07) | Lee Kiefer Nzingha Prescod Nicole Ross Margaret Lu (R) Estados Unidos           | Arianna Errigo · Camilla Mancini · Alice Volpi · Chiara Cini (R) · Italia            | Anita Blaze Pauline Ranvier Ysaora Thibus Astrid Guyart (R) Francia |
| Espada individual (22.07)   | Mara Navarria · Italia                                                          | Ana Maria Popescu · Rumania                                                          | Laura Stähli · Suiza · Courtney Hurley · Estados Unidos             |
| Espada por equipos (25.07)  | Katharine Holmes Courtney Hurley Kelley Hurley Amanda Sirico (R) Estados Unidos | Choi In-Jeong Kang Young-Mi Lee Hye-In Shin A-Lam (R) Corea del Sur                  | Lin Sheng Xu Chengzi Zhu Mingye Sun Yiwen (R) China                 |
| Sable individual (24.07)    | Sofia Pozdniakova · Rusia                                                       | Sofia Velikaya · Rusia                                                               | Yana Yegorian · Rusia · Anne-Elizabeth Stone · Estados Unidos       |
| Sable por equipos (27.07)   | Cécilia Berder Manon Brunet Caroline Quéroli Charlotte Lembach (R) Francia      | Sofia Pozdniakova · Sofia Velikaya · Yana Yegorian · Svetlana Sheveliova (R) · Rusia | Choi Soo-Yeon Hwang Seon-A Kim Ji-Yeon Yoon Ji-Su (R) Corea del Sur |

## Medallero
| Núm. | País           | Oro | Plata | Bronce | Total |
| ---- | -------------- | --- | ----- | ------ | ----- |
| 1    | Italia         | 4   | 2     | 1      | 7     |
| 2    | Corea del Sur  | 2   | 2     | 3      | 7     |
| 3    | Estados Unidos | 2   | 2     | 2      | 6     |
| 4    | Francia        | 2   | 1     | 1      | 4     |
| 5    | Rusia          | 1   | 2     | 4      | 7     |
| 6    | Suiza          | 1   | 0     | 1      | 2     |
| 7    | Reino Unido    | 0   | 1     | 0      | 1     |
| 7    | Rumania        | 0   | 1     | 0      | 1     |
| 7    | Venezuela      | 0   | 1     | 0      | 1     |
| 10   | Ucrania        | 0   | 0     | 2      | 2     |
| 11   | China          | 0   | 0     | 1      | 1     |
| 11   | España         | 0   | 0     | 1      | 1     |
| 11   | Hungría        | 0   | 0     | 1      | 1     |
| 11   | Túnez          | 0   | 0     | 1      | 1     |
|      | TOTAL          | 12  | 12    | 18     | 42    |